# Javier Rengifo
Javier Rengifo (* 17. März 1884 in Santiago de Chile; † 26. Oktober 1958 ebenda) war ein chilenischer Komponist.

## Leben
Javier Rengifo studierte in Santiago de Chile. 1902 wurde er Direktor der Academia Musical des Colegio de los Padres Franceses. Ab 1904 war er Diplomat an der Chilenischen Botschaft in Brüssel. Während des Ersten Weltkrieges kehrte er nach Chile zurück, wo er sich der Aufführung von Werken Wagners und zeitgenössischer Komponisten wie Alfonso Leng, Pedro Humberto Allende Sarón, Marta Canales, Próspero Bisquertt und Celerino Pereira widmete. Nach einem erneuten Europaaufenthalt  gründete er 1925 in Santiago das Conservatorio Popular. Seit 1928 war er Leiter der Musikakademie und des Kammerorchesters des Club de la Unión. 
Rengifo komponierte zwei Opern, eine Zarzuela und eine Ballettpantomime, ein sinfonisches Bild, ein Pastorales Gedicht und die Suite española für Orchester, kammermusikalische Werke, Hymnen für Chor und Orchester und eine Kantate für Solostimme und Orchester.
| Personendaten    | Personendaten          |
| ---------------- | ---------------------- |
| NAME             | Rengifo, Javier        |
| KURZBESCHREIBUNG | chilenischer Komponist |
| GEBURTSDATUM     | 17. März 1884          |
| GEBURTSORT       | Santiago de Chile      |
| STERBEDATUM      | 26. Oktober 1958       |
| STERBEORT        | Santiago de Chile      |